# Robert Menendez
Robert «Bob» Menéndez (1 de gener de 1954) és un Senador del Partit Demòcrata de Nova Jersey. El gener de 2006 va ser designat pel llavors senador Jon Corzine per ocupar el seu lloc, que es trobava vacant tan bon punt Corzine renunciés al Senat per exercir com a Governador de Nova Jersey. Amb posterioritat, Menéndez va obtenir el càrrec el 7 de novembre del mateix any en l'elecció general. Abans de ser designat pel Senat va exercir com a representant del 13è districte de Nova Jersey a la Cambra de Representants dels Estats Units entre 1993 i 2006. Actualment resideix a Hoboken. És la primera persona d'orígens llatins a representar Nova Jersey en el Senat dels EUA. Menendez és considerat un dels contactes polítics d'Espanya als Estats Units.

## Controvèrsies
El gener de 2014 el FBI va començar una recerca cap a Menéndez, acusat de crim federal per haver ajudat als germans Isaías, un parell de fugitius equatorians buscats al seu país des de la fi dels 90 per càrrecs de malversació als clients del banc Filanbanco, de la seva propietat. A finals de març de 2015 fou imputat per 14 presumptes delictes de corrupció, suborn i frau.

## Condecoracions
- Gran Creu d'Isabel la Catòlica[4]